# Belgičan Belgičanů
Belgičan Belgičanů, v originále Belg der Belgen, byla soutěž dle vzoru formátu BBC 100 největších Britů, kterou roku 2005 uspořádal belgický deník Het Nieuwsblad. Cílem ankety bylo zvolit největší osobnost belgických dějin. Uskutečnily se ovšem ještě další dvě ankety, jedna speciálně pro Valony, druhá pro Vlámy (hlasovat však šlo pro osobnosti bez omezení národnosti). Vlámskou anketu De Grootste Belg uspořádala veřejnoprávní televize Canvas, veřejnoprávní rozhlas Radio 1 a deník De Standaard. Valonskou anketu uspořádala veřejnoprávní televize Radio Télévision Belge de la Communauté Française. Vítěz byl odlišný oproti celobelgické a vlámské anketě, zatímco tam dominoval misionář otec Damien, pro francouzsky mluvící Belgičany se největší osobností stal se zpěvák Jacques Brel.   

## Celobelgická anketa Het Nieuwsblad
1. Damien de Veuster
2. Eddy Merckx
3. Paul Janssen
4. Peter Paul Rubens
5. Jacques Brel
6. Jan Decleir
7. Ernest Claes
8. René Magritte
9. Adolphe Sax
10. Victor Horta

## Vlámská anketa Canvas
1. Damien de Veuster
2. Paul Janssen
3. Eddy Merckx
4. Ambiorix
5. Adolf Daens
6. Andreas Vesalius
7. Jacques Brel
8. Gerhard Mercator
9. Peter Paul Rubens
10. Hendrik Conscience

## Valonská anketa RTBF
1. Jacques Brel
2. Baudouin I. Belgický
3. Damien de Veuster
4. Eddy Merckx
5. Sestra Emmanuelle
6. José van Dam
7. Benoît Poelvoorde
8. Hergé
9. René Magritte
10. Georges Simenon